# Lawrence Konner
Lawrence Konner (* 14. September 1949 in Brooklyn, New York City, New York) ist ein US-amerikanischer Drehbuchautor und Produzent.

## Leben
Lawrence Konner wurde am 14. September 1949 in Brooklyn, New York City geboren und bekam im Jahr 1971 mit seiner ersten Ehefrau Ronnie Wenker-Konner die gemeinsame Tochter Jennifer „Jenni“ A. Konner. Später zog er mit seiner Familie nach Los Angeles, wo er mit Ronnie den gemeinsamen Sohn Jeremy Konner bekam. Beide Kinder sind heute ebenso in der Filmbranche aktiv.
Konner war von 1980 bis 1992 Mitglied des Verwaltungsrats der Writers Guild of America und ehemaliger Kreativdirektor am Sundance Institute. Ebenso ist Konner Mitglied der Academy of Motion Picture Arts and Sciences.
Im Jahr 2007 heiratete Konner die britische Schriftstellerin Zoë Heller, mit der er die zwei gemeinsamen Töchter Frankie und Louella bekam. Das Paar trennte sich jedoch im Jahr 2010.

## Filmografie (Auswahl)
- 1976–1977: Eine amerikanische Familie (Fernsehserie, 2 Episoden – Drehbuchautor, 1 Episode – Story Consultant)
- 1977: Unsere kleine Farm (Fernsehserie, 1 Episode – Story Consultant, 1 Episode – Drehbuchautor)
- 1979: Another World (Fernsehserie, 1 Episode – Story Consultant)
- 1982: Auf einmal ist es Liebe (Not Just Another Affair, Fernsehfilm – Produzent)
- 1983: Cagney & Lacey (Fernsehserie, 1 Episode – Drehbuchautor)
- 1984: Remington Steele (Fernsehserie, 1 Episode – Story Consultant, 1 Episode – Drehbuchautor)
- 1985: Zeit der Vergeltung (Kinofilm – Drehbuchautor, Produzent)
- 1985: Auf der Jagd nach dem Juwel vom Nil (Kinofilm – Drehbuchautor)
- 1987: Superman IV – Die Welt am Abgrund (Kinofilm – Drehbuchautor)
- 1988: Dance Party (The In Crowd, Kinofilm – Drehbuchautor, Produzent)
- 1988–1989: Verrückte Zeiten (Almost Grown, Fernsehserie, 13 Episoden – Drehbuchautor)
- 1990: 24 Stunden in seiner Gewalt (Kinofilm – Drehbuchautor)
- 1990: Working Girl – Die Waffen der Frauen (Fernsehserie, 2 Episoden – Drehbuchautor, 1 Episode – Story Consultant, 1 Episode – Supervising Producer)
- 1991: Manchmal kommen sie wieder (Fernsehfilm – Drehbuchautor)
- 1991: Star Trek VI: Das unentdeckte Land (Kinofilm – Story Consultant)
- 1993: Ein Concierge zum Verlieben (Fernsehfilm – Drehbuchautor)
- 1993: Die Beverly Hillbillies sind los! (Kinofilm – Drehbuchautor)
- 1998: Das Mercury Puzzle (Kinofilm – Drehbuchautor)
- 1998: Mein großer Freund Joe (Kinofilm – Drehbuchautor)
- 2001: Planet der Affen (2001) (Kinofilm – Drehbuchautor)
- 2001–2002: Die Sopranos (Fernsehserie, 3 Episoden – Drehbuchautor)
- 2003: Mona Lisas Lächeln (Kinofilm – Drehbuchautor)
- 2004: Persons of Interest (Dokumentarfilm – Produzent)
- 2004: Zizek! (Dokumentarfilm – Produzent)
- 2006: Flicka – Freiheit. Freundschaft. Abenteuer. (Kinofilm – Drehbuchautor)
- 2010: Duell der Magier (Kinofilm – Drehbuchautor)
- 2010: Boardwalk Empire (Fernsehserie, 11 Episoden – Co-Executive Producer, 3 Episoden – Drehbuchautor)
- 2012: Magic City (Fernsehserie, 8 Episoden – Co-Executive Producer, 1 Episode – Drehbuchautor)
- 2016: Roots (Fernsehserie, 2 Episoden – Drehbuchautor, 1 Episode – Executive Producer)
- 2021: The Many Saints of Newark (Drehbuch, Produktion)